# لو اوتنز
لو اوتنز (به انگلیسی: Lou Ottens) (۲۱ ژوئن ۱۹۲۶ – ۶ مارس ۲۰۲۱) اهل هلند، مخترع نوار کاست و از پیشگامان طراحی سی‌دی بود.
او از سال ۱۹۵۲ میلادی، در شرکت فیلیپس مشغول کار شد و پس از ساخت نخستین ضبط صوت قابل حمل، نوار کاست را تولید کرد.
اوتنز در ۹۴ سالگی، در ۶ مارس ۲۰۲۱ درگذشت.